# Автошлях E931
Європейський маршрут E931 — європейський автомобільний маршрут категорії Б, що проходить по території Італії і з'єднує міста Мацара-дель-Валло і Джела.

## Маршрут
Весь шлях проходить через такі міста:
- Італія
  - E90 Мацара-дель-Валло
  - E90 Кастельветрано
  - E45 Джела